# 托倫斜塔

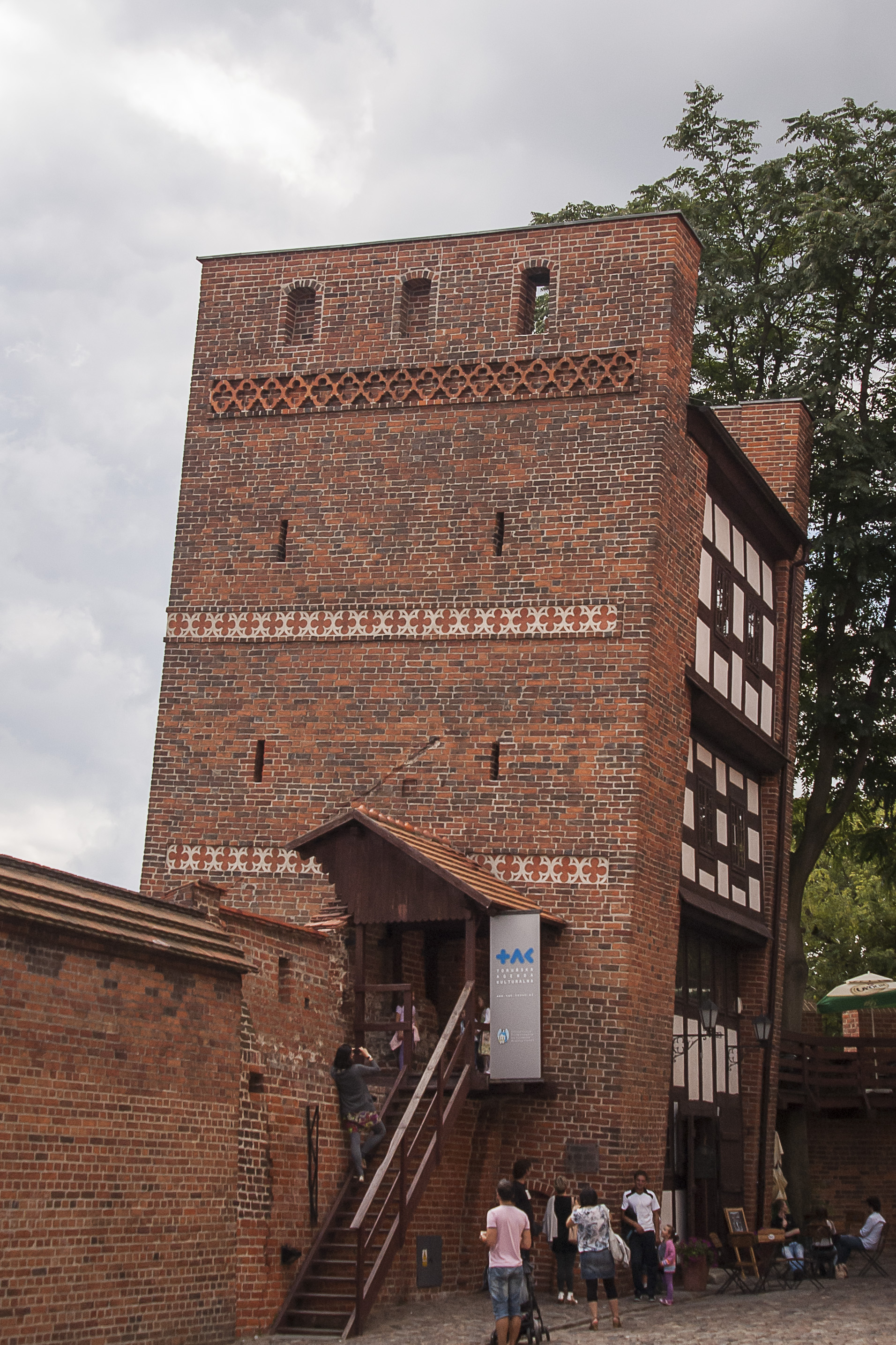

托倫斜塔（Leaning Tower of Toruń）是位於波蘭城市托倫的一座建築。托倫斜塔的塔頂和塔底有1.5米的偏差，是托倫老城區的地標性建築之一。托倫斜塔修建於13世紀，由於當地土質很軟，建成之後開始傾斜。現在托倫斜塔是一個咖啡館。

## 外部連結
- Website of the Leaning Tower of Toruń （页面存档备份，存于）

- Home page （页面存档备份，存于）

50°01′30″N 19°34′26″E / 50.025°N 19.574°E